# José Manyanet y Vives
José Manyanet I Vives (Tremp, Lérida, 7 de enero de 1833 - Barcelona, 17 de diciembre de 1901) fue un sacerdote y santo español, que promovió la construcción del Templo Expiatorio de la Sagrada Familia, el monumental y aún inconcluso magnum opus de Antoni Gaudí.
Fundador de Los Hijos de la Sagrada Familia, Jesús María y José

## Biografía
José Manyanet nació el 7 de enero de 1833 en Tremp (Lérida, España), en el seno de una familia numerosa y cristiana. Fue bautizado el mismo día y, a la edad de 5 años, fue ofrecido por su madre a la virgen de Valldeflors, patrona de la ciudad. Tuvo que trabajar para completar los estudios secundarios en las Escuelas Pías de Barbastro y los eclesiásticos en los seminarios diocesanos de Lérida y Urgel. Fue ordenado sacerdote el 9 de abril de 1859.
Tras doce años de trabajo en la diócesis de Urgel al servicio del obispo, en calidad de paje y secretario particular, mayordomo de palacio, bibliotecario del seminario, vicesecretario de cámara y secretario de visita pastoral, fundó dos congregaciones religiosas.

### Fundador y apóstol de la Sagrada Familia
Contando con la aprobación del obispo, en 1864, fundó a los Hijos de la Sagrada Familia Jesús, María y José, y en 1874, a las Misioneras Hijas de la Sagrada Familia de Nazaret, con la misión de imitar, honrar y propagar el culto a la Sagrada Familia de Nazaret y procurar la formación cristiana de las familias, principalmente por medio de la educación e instrucción católica de la niñez y juventud y el ministerio sacerdotal.
Impulsó a lo largo de casi cuarenta años la formación y expansión de los institutos, abriendo escuelas, colegios y talleres y otros centros de apostolado en varias poblaciones de España. Hoy, los dos institutos están presentes en países de Europa, las dos Américas y África.
Escribió varias obras y opúsculos para propagar la devoción a la Familia de Jesús, María y José, fundó la revista La Sagrada Familia y promovió la erección, en Barcelona, del Templo Expiatorio de la Sagrada Familia, obra del arquitecto Antonio Gaudí.

### Su pensamiento
Josep Manyanet escribió muchas cartas y otros libros y opúsculos para la formación de los religiosos y religiosas, de las familias y de los niños, y para la dirección de los colegios y escuelas‑talleres. Sobresale La Escuela de Nazaret y Casa de la Sagrada Familia (Barcelona, 1895), su autobiografía espiritual, en la cual, mediante unos diálogos del alma, personificada en Desideria, con Jesús, María y José, traza todo un proceso de perfección cristiana y religiosa inspirada en la espiritualidad de la casa y escuela de Nazaret.
También Preciosa joya de familia (Barcelona, 1899), una guía para los matrimonios y familias, que escribe sobre la dignidad del matrimonio como vocación y la tarea de la educación cristiana de los hijos.
Para la formación de los religiosos escribió un libro de meditaciones titulado El espíritu de la Sagrada Familia, en donde describe la identidad de la vocación y misión de las religiosas y religiosos Hijos de la Sagrada Familia en la sociedad y en la Iglesia.
Existe una edición de sus Obras selectas (Madrid, 1991).
En 1931 se inició el proceso de beatificación, que fue reconocida por Juan Pablo II el 25 de noviembre de 1984. El 16 de mayo de 2004 fue canonizado por el mismo Pontífice.

### Enfermedades y muerte
En 1885 recibió una operación quirúrgica que le dejó cinco llagas en el costado para el resto de su vida —que llamaba «las misericordias del Señor»—, el 17 de diciembre de 1901 volvió al colegio Jesús, María y José, el centro de su trabajo y rodeado de niños. 
Sus restos mortales descansan en la capilla‑panteón del mismo colegio Jesús, María y José.